# دهو (قهاب رستاق)
دهو (بالإنجليزية: Dehu, Semnan)‏ هي مستوطنة تقع في إيران في قسم قهاب رستاق الريفي.